# Centracanthus cirrus
Lo zerro musillo, conosciuto commercialmente come zerro musillo (Centracanthus cirrus) è un pesce di mare della famiglia dei Centracanthidae. Si tratta dell'unica specie del genere Centracanthus.

## Distribuzione ed habitat
È diffuso nell'oceano Atlantico orientale a nord fino al Portogallo e nel mar Mediterraneo dove è più comune nella parte sud-occidentale e nel Tirreno. 
Vive in banchi in acqua libera, nei pressi di fondi duri, spesso ricchi di vegetazione, da circa 20-30 metri fino a circa 200 metri di profondità. Compie ampie migrazioni durante l'anno ma le sue rotte sono del tutto ignote.
Non è una specie comune, soprattutto in acque costiere.

## Descrizione
Il corpo, lungo mediamente 10 cm (massima di 20 cm), è molto più allungato degli altri rappresentanti della famiglia ed ha il muso straordinariamente estensibile che gli permette di catturare le sue prede.
Il colore è grigio argento con riflessi rosati privo della macchia scura sui fianchi che caratterizza gli altri Centracantidi. La pinna dorsale, composta da 13 raggi molli e 9-10 raggi duri, ha una caratteristica intaccatura centrale ben visibile anche negli esemplari più piccoli, assolutamente diagnostica.
La colorazione è marrone chiara, sul ventre sono presenti riflessi rossastri, più scuri nel dorso.

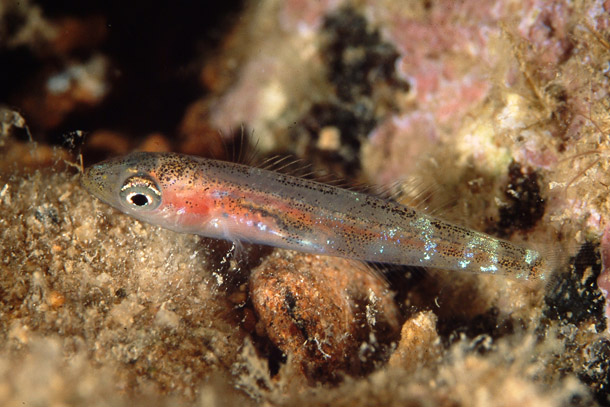
Un esemplare giovanile in cui è ben visibile la caratteristica intaccatura nella pinna dorsale.

## Alimentazione
Si ciba principalmente di crostacei Penaeidae.

## Biologia

### Riproduzione
Avviene tra agosto e settembre. I particolari, come molti altri aspetti biologici di questa specie, sono ignoti.

### Comportamento
Vive in branchi.

## Accoppiamento
Avviene solo per pochi giorni e il maschio danza per attrarre le femmine che nuotano sopra di loro.

## Pesca
Ha buoni valori nutrizionali e carni discrete.